# ۱۷۷ (عدد)
۱۷۷(صد و هفتاد و هفت) یک عدد طبیعی است که بعد از ۱۷۶ و قبل از ۱۷۸ قرار دارد.